# 円卓

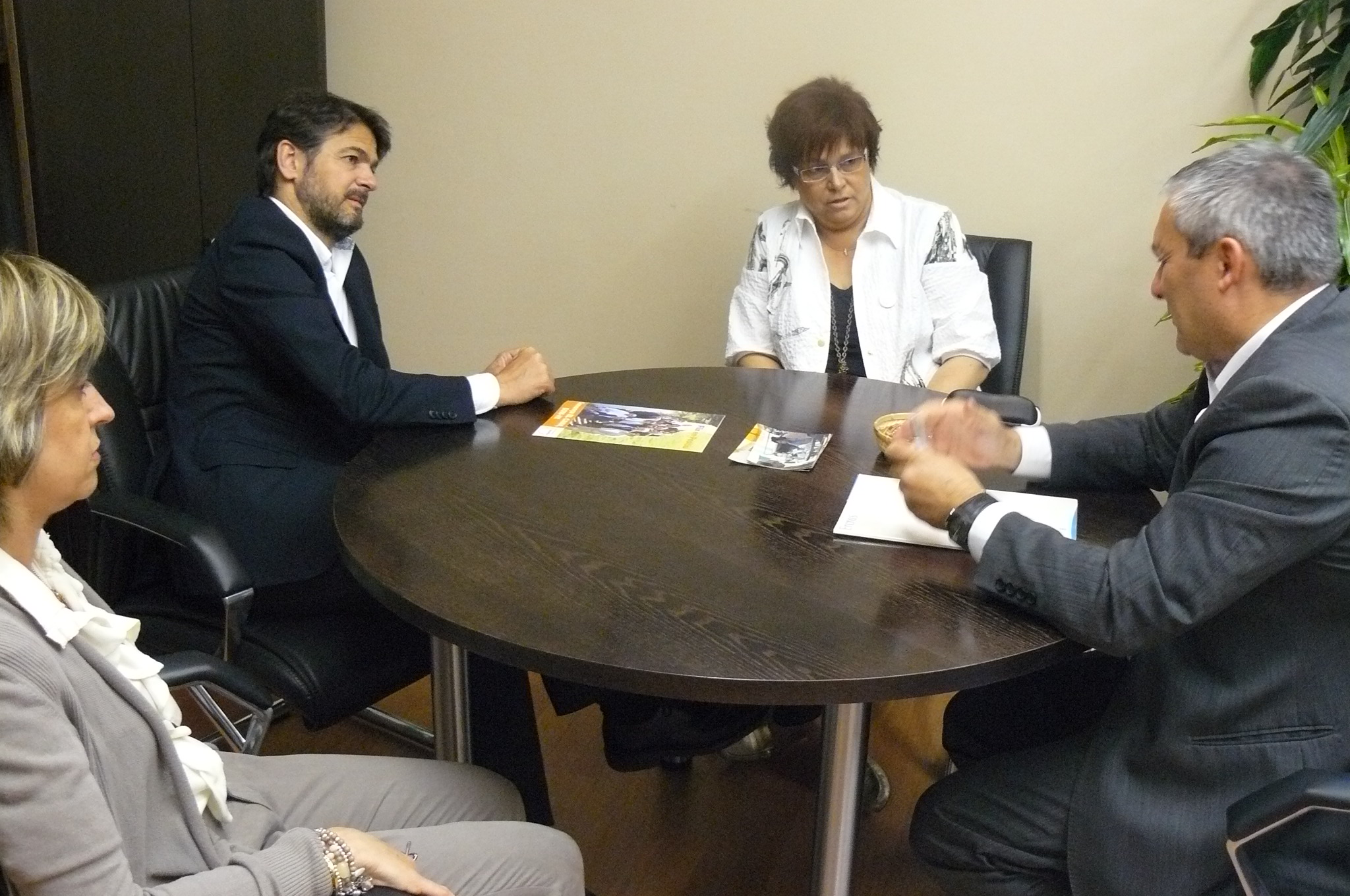
円卓を用いた会議の例

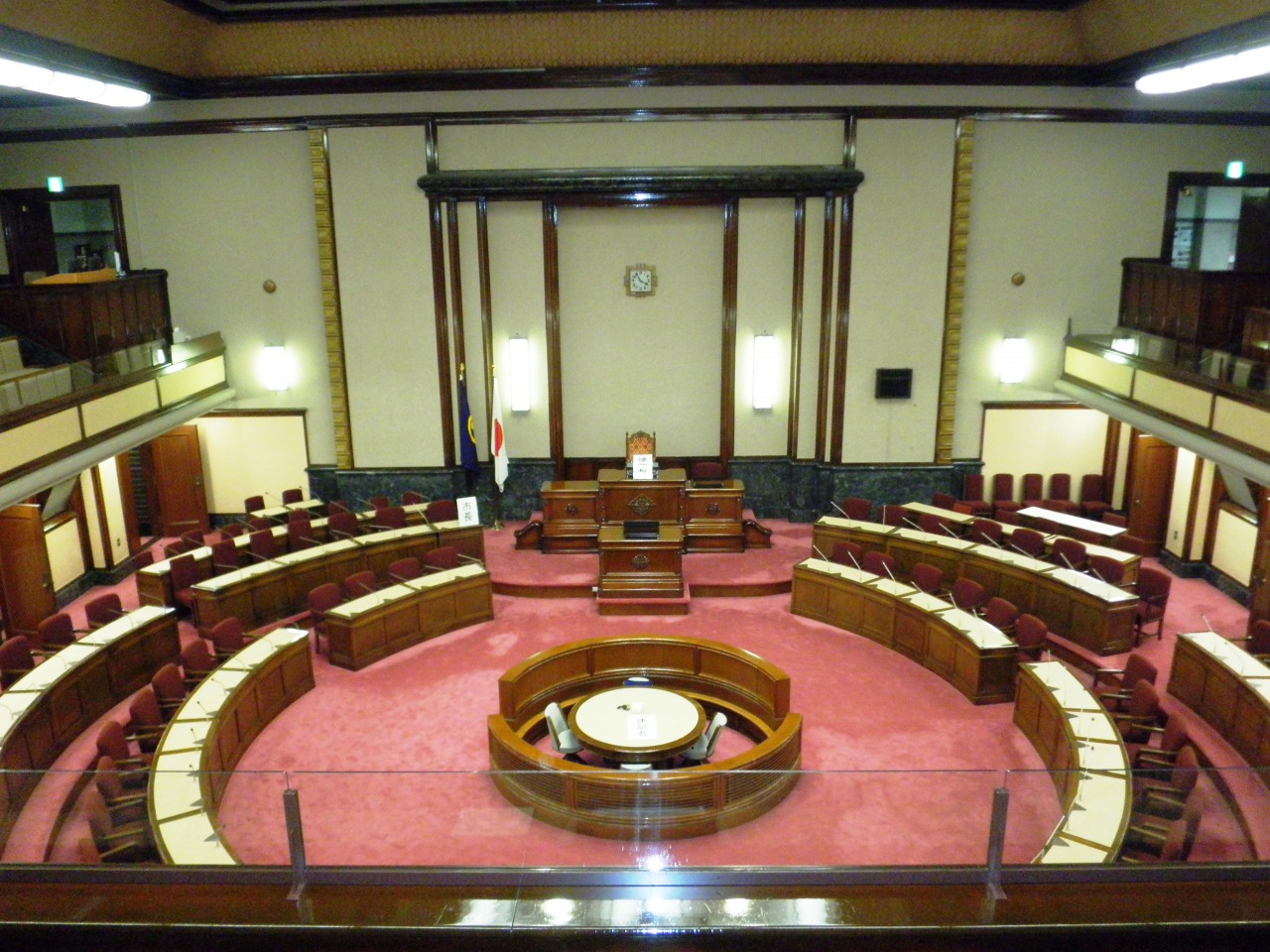
名古屋市議会の会堂

円卓（えんたく）は、会議などに用いられる丸い、若しくは円形に並べられた机、またはテーブルのことである。

## 概要
円卓は円の一様な形を利用して、会議の参加者同士が席次やグループにこだわることなく、対等の関係で自由に発言できるような会議を行いたい場合に用いられることが多い。ただし、円卓を用いる場合で上座や下座といった序列をあきらかにさせたい場合は、入り口から遠い席を上座とする。
このようなアイディアは、アーサー王伝説でキャメロット城にあったアーサー王とその円卓の騎士たちのためのテーブル（アーサー王の円卓）から由来したものだといわれる。
今日、円卓は国際会議ではしばしば使用され、パーティでも使われることがある。近年のもっとも有名な円卓会議は、1989年にポーランドで行われた共産党政府と「連帯」の会議である（ポーランド円卓会議）。

## 中華料理店の円卓

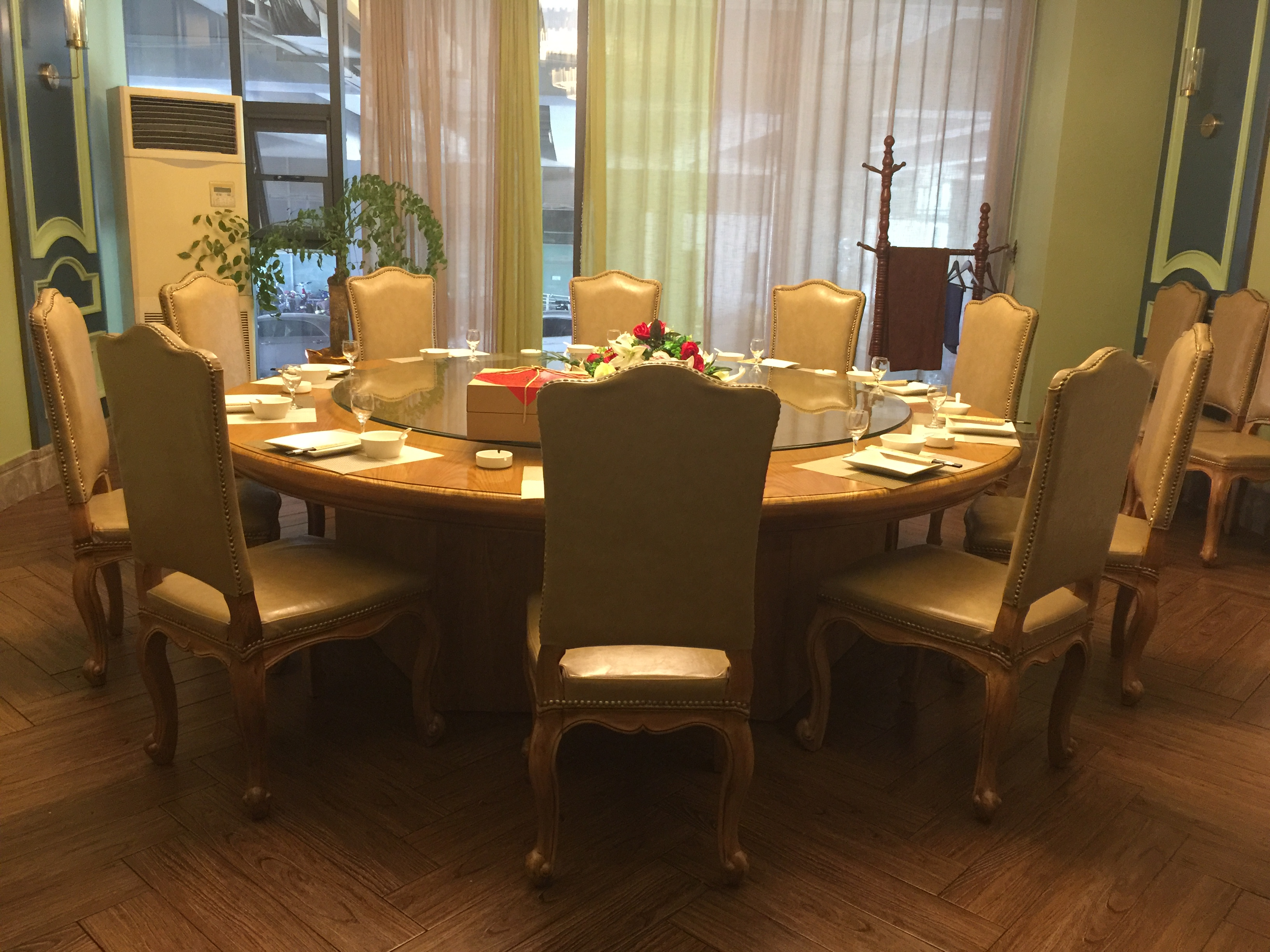
中華料理店の円卓の例

中華料理店では円卓がよく使われる。円卓を比較的自由な人数で囲んで、「同じ釜の飯」を食べるように、料理を取り分けて楽しむことができる。ほとんどの円卓は、中央が回転できるようになっていて、自分の好きな料理を自分の前に回して、自由に取ることができるようになっている。
この回転台付きの円卓は、18世紀イギリスで「無言の執事」として生産され、1917年にはアメリカで、台の足を短くし、天板を大きくした現行に近い物が「怠惰なスーザン」として雑誌通販された(Lazy Susan)。中国・日本以外でも広く使われている（英語：Lazy Susan、中国語：餐桌轉盤 を参照）。これが1930年ごろ日本の目黒雅叙園で日本では初めて製造導入されて、中国の中華料理店へも広がったという説もある。日本では給仕に客がチップを渡していたが1930、1931年の昭和恐慌でチップを払う人が減り、チップなしの店が増えたことで給仕が次第にいなくなり、客が自分で料理を取り分けるために回転テーブルが生まれたとされる。